# Dragan Jovanović
Dragan Jovanović, in serbo Драган Јовановић? (Belgrado, 29 settembre 1903 – Belgrado, 2 giugno 1936), è stato un calciatore jugoslavo, di ruolo attaccante. Venne soprannominato "Žena" ("donna", in serbo) perché aiutava le giocatrici di pallamano dello Jugoslavija, dove giocava sua sorella Emilija.

## Carriera

### Club
Giocò come ala destra e fu uno dei migliori giocatori e goleador jugoslavi del primo dopoguerra. Ha giocato per tutta la carriera nell'SK Jugoslavija, per il quale collezionò 252 presenze e segnò 331 gol, diventando il miglior cannoniere della storia del club. Durante i primi due anni della sua carriera non furono raccolti dati sulle partite giocate, quindi il conteggio delle partite e dei gol potrebbe essere significativamente più alto. Con lo Jugoslavija vince due titoli di campione di Jugoslavia (1924, 1925) e diventa tre volte capocannoniere del campionato (1923, 1924, 1925).

### Nazionale
Indossò la casacca della nazionale jugoslava per 8 volte, segnando 4 gol. Debuttò il 28 ottobre 1923 contro la Cecoslovacchia a Praga. La partita finì con il risultato di 4-4 e in quell'occasione Jovanović segnò una doppietta. La sua ultima partita con la nazionale la giocò il 7 ottobre 1928 sempre contro la Cecoslovacchia e sempre a Praga, solamente che questa volta la Jugoslavia fu sconfitta 7-1. Con la nazionale prende parte al torneo olimpico del 1924 a Parigi, dove la nazionale jugoslava viene eliminata dopo aver perso 7-0 al primo turno contro l'Uruguay.
Termina la carriera a 26 anni, diventando segretario e capo della sezione calcio dello Jugoslavija.

## Morte
Il 2 giugno 1936 Jovanović morì in un incidente stradale a Belgrado all'età di 33 anni mentre tornava a casa dalla festa per il 25º anniversario della fondazione della squadra rivale del BSK. L'auto, che trasportava oltre a Jovanović altre cinque passeggeri, si schiantò contro un albero sulla Nemanjina ulica. Dragan Jovanović fu l'unico a perire a causa dell'incidente.

## Palmarès

### Club

#### Competizioni nazionali
- Campionato jugoslavo: 2

Jugoslavija: 1924, 1925

### Individuale
- Capocannoniere della Prva Liga: 1

1923 (4 gol)